# Acrotrichis thoracica
Acrotrichis thoracica är en skalbaggsart som först beskrevs av Joseph Waltl 1838.  Acrotrichis thoracica ingår i släktet Acrotrichis, och familjen fjädervingar. Arten är reproducerande i Sverige.